# 慈雲山公共圖書館

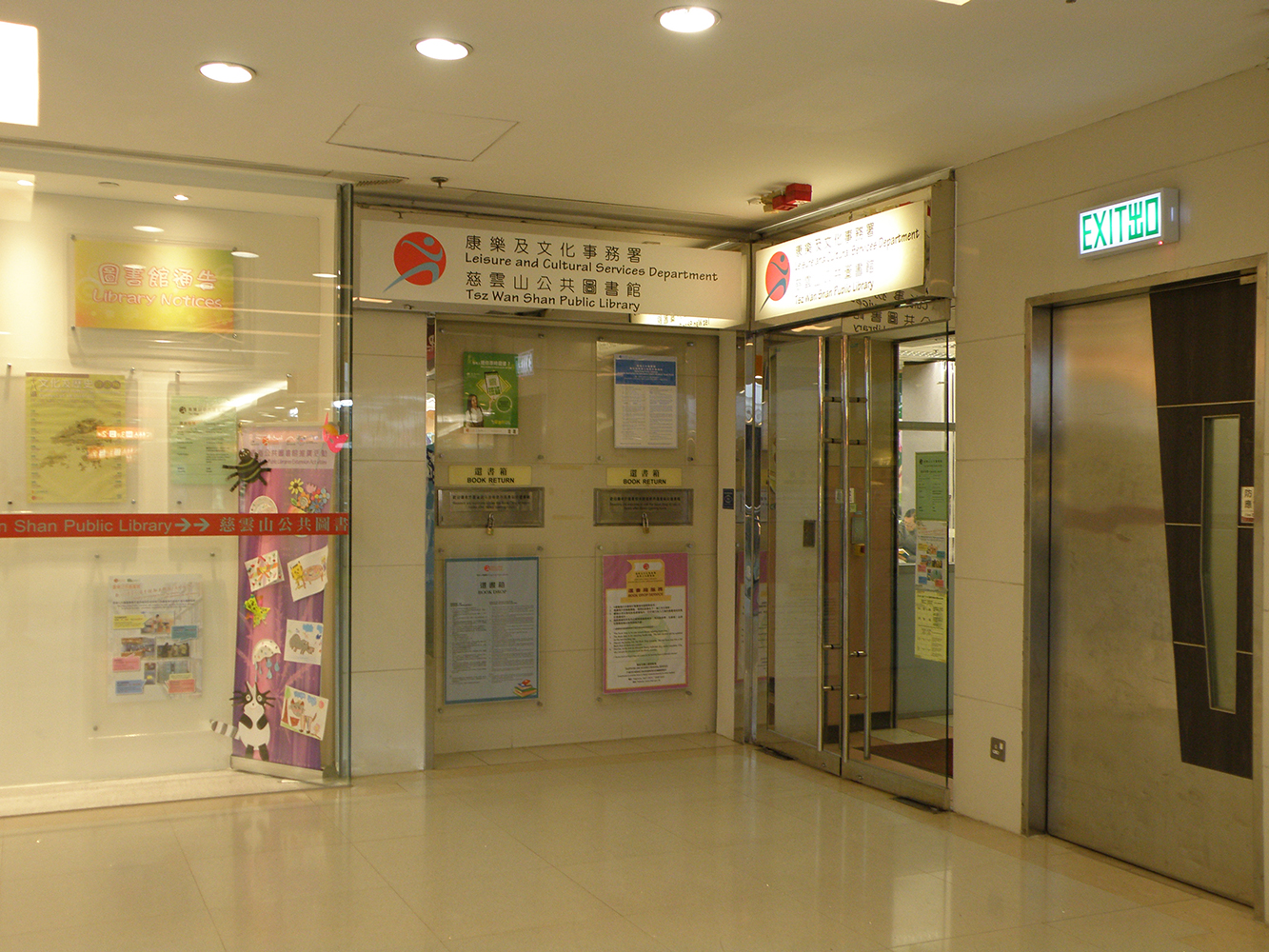
慈雲山公共圖書館入口

慈雲山公共圖書館（英語：Tsz Wan Shan Public Library）是香港的一間公共圖書館，由香港特別行政區政府康樂及文化事務署轄下的香港公共圖書館系統管理。

## 概要
慈雲山公共圖書館位於九龍黃大仙區慈雲山慈雲山中心7樓701至702號鋪位，佔地約為500平方米，並擁有約45,000本藏書以及提供約100種本地和海外各類報章與雜誌。
慈雲山公共圖書館於1998年6月22日正式啟用，成為黃大仙區第5間公共圖書館。另外，該圖書館也是區內4間小型圖書館之一（其餘為樂富、龍興和富山公共圖書館），並主要為慈雲山區居民提供圖書館服務。

## 歷史
慈雲山公共圖書館的原址是位於舊慈正邨中心（原循理會至正學校）3樓，在1987年12月28日開始提供服務。但隨著整個慈雲山邨於1990年代起逐步被拆卸與重建，該館便遷至現址並在1998年6月22日重新開放，時任臨時市政局圖書館委員會主席甘乃威和臨時市政局議員李國強於同年7月18日出席開幕典禮。

### 移交予康文署管理
該圖書館在2000年以前都是由香港市政局管理，但由於香港特別行政區政府於該年解散市政局與區域市政局，並把原本由該兩局負責管轄的所有公共圖書館全部交給新成立的康樂及文化事務署（康文署）接管，所以慈雲山公共圖書館自此以後便改由康文署負責管理。

### 擴建圖書館館內面積
由於該館的所在地慈雲山中心為位置方便以及人流眾多的商場，所以其使用率比其他黃大仙區內的小型圖書館較高。有見及此，康樂及文化事務署在得到相關政策局的支持和批准後，於2011年3月要求政府產業署與慈雲山中心的擁有以及管理者領展房地產投資信託基金商討租用該館鄰近的701號空置鋪位，使該館面積得以擴大。
當該擴建工作完成後，香港立法會在2013年修改《圖書館指定令》（香港法例第132章附屬法例O，為一條記錄着各公共圖書館正式地址的法例），使當中的第35項由原本的「35. 九龍慈雲山中心7樓702號」更改為「35. 九龍黃大仙毓華街23號慈雲山中心7樓701-702號舖位」。

## 設施和服務
慈雲山公共圖書館館內不但設有兒童借閱圖書館、成人借閱圖書館、參考圖書館、報刊閱覽室和推廣活動室等設施，以及自助借書機、自助還書箱和圖書館目錄終端機等服務，並會定期舉行書籍展覽、讀者教育活動與兒童故事時間等各類推廣活動。另一方面，由於該館為香港政府WiFi通熱點之一，所以市民可亦在館內使用免費的Wi-Fi無線上網服務，而館內也設有「網際網路資訊站」終端機供市民上網。

## 開放時間
慈雲山公共圖書館的開放時間為香港時間星期一、二、三和五10:00-19:00；星期六與星期日為10:00-17:00；多數公眾假期則由10:00-13:00時；逢星期四以及少數公眾假期休館。

## 重要事件
2013年6月，該圖書館的二氧化碳與細菌含量超出標準，使其空氣質素未能達到良好級別。

## 外部連結
- 香港公共圖書館 （页面存档备份，存于）
- 慈雲山公共圖書館 （页面存档备份，存于）